# 三田用水

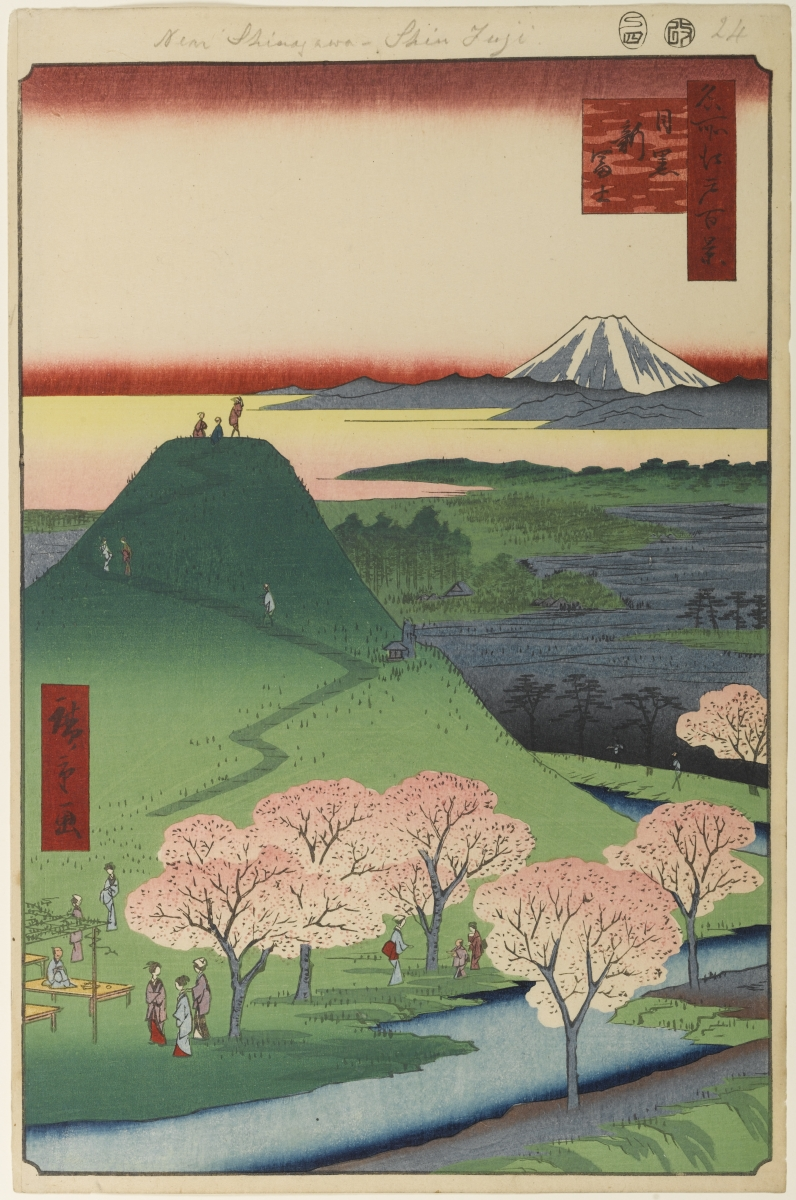
広重『名所江戸百景』より「目黒新富士」=現在の目黒区中目黒2丁目・別所坂上付近。上水・用水等は通常、標高を温存するため尾根筋を選んで開削されるが、とくにこの付近の三田用水は“崖の上を縫って流れる”ような形だった（画中右下の崖に注目）。 ※なお、用水や崖の向きから言えばこの絵は南東を望んでおり、背後に富士山をもってきたのは広重の脚色である。

三田用水（みたようすい）は、かつて東京都世田谷区北沢から目黒区三田方面を経て白金猿町に流れていた用水路である。
既に廃止されている。

## 概要
東京都世田谷区北沢（旧・下北沢村）において玉川上水から分水され、目黒区駒場と渋谷区大山町・上原・富ヶ谷・松濤との境界付近、神泉町、恵比寿、目黒区目黒付近等を流れ、三田方面に向かっていた。区間の多くが、渋谷川水系と目黒川水系の間の稜線にあたる台地上にあった。
概ねこの区間に沿う形で、現在は東京都道420号鮫洲大山線、補助54号線、山手通り（一部は旧道）等が通る。暗渠化されていたこともあり遺構はあまり多く残らないが、玉川上水からの分水地点、現在の東京大学駒場キャンパス付近の一部等に見られる。
元々灌漑用水であったが明治時代以降、付近の市街化に応じて、水車動力用、工業用水の役割が重くなっていった。

## 沿革
起源は江戸の六上水のひとつである三田上水であり、1664年（寛文4年）に開削され、玉川上水を下北沢村から分水して、代々木・渋谷・目黒・大崎・白金付近まで開渠で導き、伏樋で伊皿子・三田まで給水した。中村八郎右衛門・磯野助六の両名によって開かれたといわれている。1722年（享保7年）に三田上水は廃止になったものの、分水を農業に用いていた周辺農村の願い出により、1724年（享保9年）に三田用水として再開され、世田谷・麻布などの十四ヶ村に給水した。周辺の村では、これを基に開墾が進み、互いの調整を図った。
明治時代に入ると、この水を利用した水車小屋が見られるようになり、さらに海軍火薬工場の動力として使用された時期もあった。1890年（明治23年）、水利利用組合が結成。豊富な水利に着目して現在の恵比寿ガーデンプレイスの地にヱビスビールを製造する日本麦酒（後に大日本麦酒に合併）の工場が開設されたのもこの時期である。開設当時は、工場と地域農民との間で水利をめぐるトラブルもあった。
20世紀に入り周辺の市街化が進むと灌漑用水としての利用は失われ、さらに電気の普及もあり動力としての利用も減少していった。宅地化の過程において、付近の子供の遊び場ともなっていた旨の記載がある史料も残されている。1929年（昭和4年）以降、大日本麦酒の負担があり、水路の暗渠化が進められ、並行する道路の拡幅用地にされた。
戦後は、更に利用の減少が進み、1952年（昭和27年）の土地改良法の施行にともない普通水利組合が法定解散。1974年（昭和49年）、三田用水は廃止された。

## 歴史上の扱い
渋谷区、目黒区、品川区（各町政時代を含む）から発行されている区史には、ある程度以上の頁数が割かれている。一方、世田谷区においては、区間が短く、水利利用が少なかったこともあり、区史における取り上げ方は大きいとは言い難い。インターネット検索をかけると、研究等に取り組んだホームページが散見される。

## 参考資料
- 三田用水普通水利組合「江戸の上水と三田用水」同組合、昭和59年5月31日刊
- 同上「同上別冊　清算事務報告・裁判の経緯=組合財産の確保」同上、昭和59年9月30日刊
- 東京地方裁判所　昭和27年（ワ）第5135号　土地所有権確認請求事件　昭36年10月24日付判決
- 東京高等裁判所　昭和36年（ネ）第2519号外　土地所有権確認等請求控訴事件 昭和42年7月25日付判決
- 最高裁判所第1小法廷　昭和42年（オ）第1247号　土地所有権確認等請求上告事件 昭和44年12月18日付判決
- 華山謙「三田用水のこと」(水資源協会「水登ともに」154号（1976年8月刊））
- 浜田忠久「三田用水組合解散顛末記」(その1～5)（水資源協会「水登ともに」299-303号（1988年12月-1989年3月刊））
- 藤井正雄「玉川上水と三田用水」（法曹会「法曹」平成12年12月号）
- 品川区立品川歴史館 編「品川歴史館資料目録　ー三田用水普通水利組合文書ー」品川区教育委員会、平成9年3月刊
- 渡部一二「図解 武蔵野の水路　玉川上水とその分水路の造形を明かす」東海大学出版会、2004年8月5日刊 pp.174-183
- 渡辺洋三「慣習的権利と所有権」御茶の水書房、2009年2月29日刊 pp.121-257
- 村田彰「三田用水事件における渡辺洋三氏の「鑑定書」」『流通経済大学法学部流経法學』第8巻第1号、流通経済大学、2008年6月、15-58頁、ISSN 1347281X、NAID 110007190498。
- 『ブラタモリ』「#57 東京・目黒 ～目黒は江戸のリゾート!？～」（NHK総合 2016年12月17日放映）

- 『タモリ倶楽部』「好評! 都内歩いているだけ企画、三田用水のこん跡を巡る!」（テレビ朝日系列 2009年5月16日放映）

渋谷区松濤から港区白金台3丁目まで、かつての流路を歩く。正味20分ほどの短尺ながら、地形に残る川筋、古写真、一箇所だけ現存するという石樋の現場など、興味深く見せる。「之潮」社長の芳賀啓、および自作古地図を持参の江川達也による図解解説あり。